# Oxford County, Ontario
Oxford County är en sekundärkommun, trots namnet av typen region, i den kanadensiska provinsen Ontario. Den ligger i den sydöstra delen av landet, 500 km sydväst om huvudstaden Ottawa. Antalet invånare var 110 862 2016. Arean är 2 040 kvadratkilometer.
Oxford County delas in i:
- Blandford-Blenheim
- East Zorra-Tavistock
- Norwich
- South-West Oxford
- Tillsonburg
- Woodstock
- Zorra